# Psychotria leucantha
Psychotria leucantha är en måreväxtart som beskrevs av Rudolf Schlechter och Kurt Krause. Psychotria leucantha ingår i släktet Psychotria och familjen måreväxter. Inga underarter finns listade i Catalogue of Life.